# جمعیت هلال احمر عراق
جمعیت هلال احمر عراق (به عربی: جمعية الهلال الأحمر العراقي) در سال ۱۹۳۲ تأسیس و مقر آن در بغداد می‌باشد.